# Де ла Пенья, Иван
Ива́н де ла Пе́нья Ло́пес (исп. Iván de la Peña López; род. 6 мая 1976, Сантандер) — испанский футболист, выступавший на позиции полузащитника. Наиболее известен как игрок испанского клуба «Эспаньол».

## Карьера игрока
Иван де ла Пенья начал футбольную карьеру в академии клуба из родного Сантандера, «Расинга». Там он быстро проявил себя, начав выступать за сборную Испании в возрасте до 16 лет. После этого его стали приглашать к себе ведущие испанские команды, среди которых были мадридский «Реал» и «Барселона».

### «Барселона»
Попав в «Барселону» в 1991 году, де ла Пенья начал играть за молодёжный состав каталонского клуба, а в 1993 году дебютировал в дубле «Барселоны», за который провёл 37 игр и забил 5 мячей. Главный тренер «Барселоны» Йохан Кройф впервые выпустил де ла Пенью на замену 3 сентября 1995 года в матче против «Вальядолида», в котором «Барселона» одержала победу со счётом 2:0, а сам Иван забил гол. В свои 19 лет он был воспринят футбольной общественностью как будущий преемник Хосепа Гвардиолы, но вскоре перестал попадать даже на скамейку запасных. С приходом нового тренера Бобби Робсона в 1996 году де ла Пенье был дан второй шанс. Он стал другом звёздного новичка «Барсы» Роналдо и основным игроком команды, которая выиграла Кубок Испании, Кубок кубков и Суперкубок Европы в 1997 году. Он был выбран лучшим молодым игроком Испании в 1996 и 1997 годах.

### «Лацио»
С уходом Робсона и приходом на пост тренера Луи ван Гала де ла Пенья по большей части оставался на скамейке запасных и вскоре был продан итальянскому «Лацио» за 15 млн евро. Он потерялся в серии А и уже в следующем сезоне отправился в аренду в «Олимпик Марсель», где его игра также не была успешной из-за травм, и он попробовал вернуться в «Барселону», которой был арендован в сезоне 2000/01, но тренер «Барсы» Лоренсо Серра Феррер не доверял де ла Пенье, и он вернулся в «Лацио».

### «Эспаньол»
В сезоне 2002/03 де ла Пенья опять приезжает в Барселону, но уже в другой клуб — «Эспаньол», где стабильное место в основе и доверие тренерского штаба сыграли отличную роль в стабильности его игры. В 2005 году «Эспаньол» становится пятым в чемпионате, завоёвывая место в Кубке УЕФА. В 2006 году «Эспаньол» победил в финале Кубка Испании, выиграв 4:1 у «Сарагосы», а де ла Пенья организовал два гола команды. Благодаря этому успеху «Эспаньол» попал в Кубок УЕФА, где дошёл до финала, проиграв лишь «Севилье».
В ноябре 2009 года де ла Пенья начал задумываться о завершении карьеры из-за проблем с мышцами ноги, из-за которых он за два с половиной года провёл лишь 9 матчей. В сезоне 2009/2010 де ла Пенья получил травму большой берцовой кости, и ему была сделана операция на колене. Лишь в сентябре 2010 года Иван восстановился после повреждения, но в том же месяце вновь травмировался.
19 мая 2011 года игрок объявил о завершении спортивной карьеры; он сказал:

Я бы очень хотел играть ещё несколько лет, но, к сожалению, не смогу. Спасибо всем за поддержку. Моя голова хочет продолжить карьеру, но тело говорит, что достаточно. Я надеюсь, что смогу выйти на поле последний раз, чтобы попрощаться. Ближайшая игра будет самой сложной для меня. Она будет тяжёлой и радостной.

## Послеигровая карьера
Завершив карьеру игрока, де ла Пенья вошёл в тренерский штаб итальянского клуба «Рома», который возглавил Луис Энрике. 11 августа 2011 года покинул «Рому» по личным причинам «на временный период».

## Статистика
| Клуб            | Лига    | Сезон     | Чемпионат | Чемпионат | Кубок | Кубок | Континент. | Континент. | Сборная | Сборная | Всего | Всего |
| Клуб            | Лига    | Сезон     | Игры      | Голы      | Игры  | Голы  | Игры       | Голы       | Игры    | Голы    | Игры  | Голы  |
| --------------- | ------- | --------- | --------- | --------- | ----- | ----- | ---------- | ---------- | ------- | ------- | ----- | ----- |
| Барселона       | Примера | 1995/1996 | 31        | 7         | 4     | 0     | 7          | 2          | -       | -       | 42    | 9     |
| Барселона       | Примера | 1996/1997 | 33        | 2         | 2     | 0     | 6          | 0          | -       | -       | 41    | 2     |
| Барселона       | Примера | 1997/1998 | 17        | 2         | 2     | 0     | 2          | 0          | -       | -       | 21    | 2     |
| Лацио           | Серия А | 1998/1999 | 14        | 0         | 1     | 0     | 4          | 1          | -       | -       | 19    | 1     |
| Олимпик Марсель | Лига 1  | 1999/2000 | 12        | 1         | -     | -     | 7          | 0          | -       | -       | 19    | 1     |
| Барселона       | Примера | 2000/2001 | 9         | 0         | 1     | 0     | 2          | 0          | -       | -       | 12    | 0     |
| Лацио           | Серия А | 2001/2002 | 1         | 0         | 1     | 0     | -          | -          | -       | -       | 2     | 0     |
| Эспаньол        | Примера | 2002/2003 | 29        | 0         | -     | -     | -          | -          | -       | -       | 29    | 0     |
| Эспаньол        | Примера | 2003/2004 | 25        | 1         | -     | -     | -          | -          | -       | -       | 25    | 1     |
| Эспаньол        | Примера | 2004/2005 | 29        | 3         | 1     | 0     | -          | -          | 3       | 0       | 32    | 3     |
| Эспаньол        | Примера | 2005/2006 | 30        | 0         | 6     | 0     | 8          | 0          | 2       | 0       | 46    | 0     |
| Эспаньол        | Примера | 2006/2007 | 26        | 0         | 1     | 0     | 10         | 1          | -       | -       | 37    | 1     |
| Эспаньол        | Примера | 2007/2008 | 12        | 0         | 3     | 0     | -          | -          | -       | -       | 15    | 0     |
| Эспаньол        | Примера | 2008/2009 | 22        | 4         | -     | -     | -          | -          | -       | -       | 22    | 4     |
| Эспаньол        | Примера | 2009/2010 | 4         | 0         | 1     | 0     | -          | -          | -       | -       | 5     | 0     |
| Эспаньол        | Примера | 2010/2011 | 1         | 0         | -     | -     | -          | -          | -       | -       | 2     | 0     |
| Всего           | Всего   | 1995—2011 | 295       | 21        | 22    | 0     | 46         | 4          | 5       | 0       | 369   | 24    |

## Достижения
Командные
- Обладатель Кубка Кубков: 1997, 1999
- Обладатель Суперкубка УЕФА: 1997
- Обладатель Кубка Испании: 1997, 2006
- Чемпион Испании: 1998
- Обладатель Суперкубка Испании: 1996
- Финалист Кубка УЕФА: 2007
- Финалист молодёжного чемпионата Европы: 1996

Личные
- Лучший молодой игрок Испании: 1996, 1997